# 시오카와역
시오카와역(일본어: 塩川駅)은 일본 후쿠시마현 기타카타시에 위치한 동일본 여객철도 반에쓰사이선의 철도역이다. 단선 · 섬식의 형태를 합친 2면 3선 구조의 복합 승강장을 갖춘 지상역이다.

## 타는 곳
| 1 | ■ 반에쓰사이선 | 상행 | 아이즈와카마쓰 · 고리야마 방면                  |
| 2 | ■ 반에쓰사이선 | 하행 | 기타카타 · 노자와 · 니쓰 방면                   |
| 3 | ■ 반에쓰사이선 | 하행 | 기타카타 방면 (1일 1대씩) · 불꽃 축제 임시 열차 |

## 화물 취급
현재, JR 화물의 역은 차급 화물의 임시 취급역으로 되어 있어, 화물 열차의 발착은 없다. 화물 설비는 없으며, 전용선도 당 역으로는 접속되지 않는다.
예전에는, 시멘트 터미널 아이즈 영업소에 이르는 구내 측선이 분기하고 있었다. 거기에서 오미역 발송의 시멘트를 수송하고 있었기 때문에, 화 · 수 · 목요일에 화물 열차가 발착하고 있었다.
시멘트 터미널의 측선은 기회 설비가 없는 직선이었기 때문에, 아침에 오미 역보다 다가오는 열차는 당 역에서 마주 향하는 열차와의 상하 교환만 행하며, 통과하고 있다. 그리고 아이즈와카마쓰역에서 당 역행의 열차를 일단 분리해서 유치해, 히로타역을 경유한 후, 다시 아이즈와카마쓰 역에서 시오카와 방면으로 향하는 편성을 재구성해, 시오카와 역 3번선으로 발착하고 있다. 거기에서부터 시오카와 역의 기타카타 역 방향으로 끌어올려, 추진운전으로 직선상의 측선으로도 입선해, 하역 작업을 행하고 있었다. 하역 후는 입선시와 역순으로 더듬어, 시오카와 역 3번선보다 오미에서 반납하는 공차를 빌려 출발하고 있다.

## 이용 현황
| 승차 인원 추이 | 승차 인원 추이 |
| 연도           | 1일 평균       |
| -------------- | -------------- |
| 2000           | 324            |
| 2001           | 341            |
| 2002           | 336            |
| 2003           | 321            |
| 2004           | 325            |
| 2005           | 351            |
| 2006           | 338            |
| 2007           | 304            |
| 2008           | 317            |
| 2009           | 317            |
| 2010           | 307            |
| 2011           | 296            |
| 2012           | 307            |
| 2013           | 315            |
| 2014           | 273            |
| 2015           | 284            |

## 역 주변
- 국도 제121호선
- 닛파시 강
- 기타카타 시청 시오카와 종합지소
- 기타카타 시 시오카와 복지 센터
- 고텐바 공원

## 인접 역
| 동일본 여객철도 ■ 반에쓰사이선     | 동일본 여객철도 ■ 반에쓰사이선                  | 동일본 여객철도 ■ 반에쓰사이선 |
| ---------------------------------- | ----------------------------------------------- | ------------------------------ |
| 아이즈와카마쓰 아이즈와카마쓰 방면 | □ 쾌속 '아가노' 쾌속 '아이즈 마운트 익스프레스' | 기타카타 니쓰 · 니가타 방면    |
| 오이카와 고리야마 방면             | ■ 보통                                          | 우바도 니쓰 방면               |